# اندیس آنومالی بیشه
آنومالی بیشه یک اندیس فلزی است که در حوالی شهر بصیران استان خراسان قرار دارد و مادهٔ معدنی موجود در آن، طلا است.سنگ میزبان این اندیس آندزیت، آهک، شیل، ماسه‌سنگ، کنگلومرا است  در این اندیس، پاراژنز‌های مگنتیت، هماتیت، پیریت، لیمونیت، زیرکن، شئلیت، روتیل، باریت یافت می‌شوند.